# تینا بوکوشاوا
تیناتین "تیناً بوکوشوا (گرجی: თინათინ „თინა“ ბოკუჩავა؛ متولد ۲۹ مه ۱۹۸۳) سیاستمدار گرجی است که از سال ۲۰۱۲ به عنوان عضو مجلس گرجستان خدمت می‌کند و از ژوئن ۲۰۲۴ رئیس حزب جنبش اتحاد ملی گرجستان است.
او که در دوران اداره میخیل ساآکاشویلی به عنوان یک مقام دولتی فعالیت می‌کرد، پس از تحصیل در ایالات متحده آمریکا به خدمات عمومی گرجستان پیوست و پس از مدتی دیپلمات بودن، به معاونت رئیس چامبر کنترل گرجستان منصوب شد. پس از پیروزی حزب رؤیای گرجستان در انتخابات پارلمانی گرجستان، ۲۰۱۲، او یکی از مخالفان برجسته دولت شد و در انتخابات دوباره در سال‌های ۲۰۱۶ و ۲۰۲۰ پیروز شد. از تاریخ ۸ مه ۲۰۲۳، او به عنوان رئیس فراکسیون حزب جنبش ملی متحد - اپوزیسیون متحد «قدرت در اتحاد است» در پارلمان فعالیت می‌کند.
بوکوشوا یکی از چندین نماینده مجلس بود که از پذیرش نتایج انتخابات پارلمانی گرجستان ۲۰۲۰ خودداری کرد پس از آن که ادعاهای تقلب گسترده در انتخابات مطرح شد و تا مه ۲۰۲۱ مجلس جدید را تحریم کرد. او یک شخصیت برجسته در حزب جنبش ملی گرجستان بوده و هدف حملات جنسی متعددی قرار گرفته است.

## زندگی و تحصیلات اولیه
تیناتین بوکوشوا در تاریخ ۲۹ مه ۱۹۸۳ در تفلیس، که در آن زمان پایتخت جمهوری شوروی سوسیالیستی گرجستان بود، به دنیا آمد. او به عنوان دانشجو به ایالات متحده منتقل شد و در کالج اسمیت در نورتهامپتون (ماساچوست) تحصیل کرد و در سال ۲۰۰۴ مدرک علوم سیاسی خود را دریافت کرد. در سال ۲۰۰۸، او با مدرک کارشناسی ارشد در دیپلماسی و حقوق بین‌الملل از مدرسه فلتچر در دانشگاه تافس فارغ‌التحصیل شد. علاوه بر حرفه سیاسی خود، او هم‌اکنون به عنوان استاد در دانشگاه گرجستان (تفلیس) فعالیت می‌کند.
او متأهل است و سه پسر دارد.